# Cantorchilus
Cantorchilus – rodzaj ptaków z rodziny strzyżyków (Troglodytidae).

## Rozmieszczenie geograficzne
Rodzaj obejmuje gatunki występujące w Ameryce.

## Morfologia
Długość ciała 11,5–21,5 cm, masa ciała 13–26,3 g.

## Systematyka
Rodzaj zdefiniował w 2006 roku brytyjsko-amerykański zespół ornitologów (Brytyjczycy Nigel I. Mann, Jeff A. Graves i Peter J.B. Slater oraz Amerykanie Frederick Keith Barker i Kimberly A. Dingess) w artykule poświęconym molekularnej analizie rodzaju Thryothorus, wraz z wyodrębnieniem czterech rodzajów, opublikowanym w czasopiśmie „Molecular Phylogenetics and Evolution”. Gatunkiem typowym jest (oryginalne oznaczenie) pręgostrzyżyk długodzioby (C. longirostris).

### Etymologia
Cantorchilus: łac. cantus ‘pieśń’, od canere ‘śpiewać’; gr. ορχιλος orkhilos ‘strzyżyk’.

### Podział systematyczny
Takson wyodrębniony z Thryothorus. Do rodzaju należą następujące gatunki:
- Cantorchilus thoracicus (Salvin, 1865) – pręgostrzyżyk ciemny
- Cantorchilus leucopogon (Salvadori & Festa, 1899) – pręgostrzyżyk płowy
- Cantorchilus modestus (Cabanis, 1861) – pręgostrzyżyk skromny
- Cantorchilus zeledoni (Ridgway, 1878) – pręgostrzyżyk nizinny
- Cantorchilus elutus (Bangs, 1902) – pręgostrzyżyk żółtooki
- Cantorchilus griseus (Todd, 1925) – pręgostrzyżyk szary
- Cantorchilus semibadius (Salvin, 1870) – pręgostrzyżyk rzeczny
- Cantorchilus nigricapillus (P.L. Sclater, 1860) – pręgostrzyżyk maskowy
- Cantorchilus superciliaris (Lawrence, 1869) – pręgostrzyżyk białolicy
- Cantorchilus leucotis (Lafresnaye, 1845) – pręgostrzyżyk amazoński
- Cantorchilus longirostris (Vieillot, 1819) – pręgostrzyżyk długodzioby
- Cantorchilus guarayanus (d’Orbigny & Lafresnaye, 1837) – pręgostrzyżyk boliwijski